# نظام الميراث بين الشعوب المختلفة
المقال الرئيسي: نظام الإرث التاريخي
نظام الميراث بين الشعوب المختلفة يصف الأنظمة التي قد تأتي في الحياة فيمايتناسب مع احتياجات الناس بحسب بيئتهم والتحديات المحيطة بهم
وفيمايلي وصف للأنظمة التاريخية للميراث في جميع أنحاء العالم:
- وفقا لفقه الميراث الإسلامي : يرث الذكور والإناث في الإسلام بشكل متساوٍ في ثمان حالات منها عندما تكون الأخت والزوج هما الوريثان ومنها إذا مات الرجل وترك ابنتين وأبًا وأمًا: فالأب السدس والأم السدس ولكل ابنة الثلث، القوانين التي تحكم الميراث في الإسلام كاملة ومفصلة وهنالك حالات ترث المرأة أقل من الرجل عندما تكون هي وأخوها وهنالك حالات ترث أكثر من الرجل مثل: إذا مات الرجل وترك ابنتين وأبًا وأمًا فالابنة هنا ترث ضعفين الأب
- أما في إسرائيل القديمة فالميراث أبوي أي يأتي من الأب الذي يورث نسله من الذكور فقط(البنت لاترث)،وعندهم أيضا أن الابن البكر يتلقى ضعف مايرثه إخوته الباقين، والأب يعطي اسمه لأولاده، على سبيل المثال: تسمى بني إسرائيل، إسرائيل لأن الأرض ملك للأب وعلى كل واحد من أبنائه الإثني عشر أن يعطي اسمه لذريته مثال: تسمي بني يهوذا يهودي (والتي تترجم للاتينيه Judaeus وإلى الإنكليزي يهودي )
- غاليسيا (إسبانيا):نظام الميراث فيها كان نموذجي حيث أن جميع الأطفال (الرجال والنساء)كانت جزء من الميراث على حد سواء ولكن طفل واحد (واحد فقط يرث المنزل وحصة أكبر من الأرض)يرث ثلث جميع الميراث كان يسمى هذا الطفل mellorado (حرفيا، تحسينها)في بعض القرى mellorado يتلقى ثلثي جميع الميراث هذا يعني أن ثلثي جميع أراضي الأسرة تكون له بينما يتلقى الأطفال الآخرين نصيبهم من المال.في المناطق الساحلية في غاليسيا كانت البنت الصغرى في كثير من الأحيان وريث متميز بينما في المناطق الداخلية كان الوريث المتميز في كثير من الأحيان هو الابن البكر.[1][2][3][4][5] كان ذكر البكورة هو الشائع بين الفلاحين في أستورياس [6] كانتابريا [7] كاتالونيا [8][9][10][11][12][13][14][15][16] وهويسكا ومناطق أخرى ثانوية من أراغون [17] أجزاء من جزر البليار [18][19] وفالنسيا [20][21] بينما الفلاحين في بقية البلاد تقوم بتقسيم الميراث بين جميع الأطفال [10][22] (الأرستقراطية العاملين أبوي البكورة -مايورازغو)
- في السويد من القرن الثالث عشر حتى القرن التاسع عشر كان الأبناء الذكور يرثون ضعفي الإناث وقد تم تقديم هذه القاعدة من قبل ريجينت بيرغر يارل وعلى الرغم من إدخال هذه القوانين إلا أنه بقي الابن الأكبر يرث أرض والديه في مقابل رعايته لهم في شيخوختهم (غلبة البكورة أبوي)وكان إخوته يأخذون التعويض النقدي مقابل التخلي عن مطالبهم في أرض الأسرة[23]
- بين الفلاحين البولنديين أصبحت وراثة الابن الأكبر هي الممارسة الأكثر شيوعا بعد القرن 15 ولكن كان هناك تباين إقليمي عالي [24] واستمر هذا التنوع حتى أوقات لاحقه والذي عزز من هذا التنوع تأثير الدول المجاورة مع النظم الأسرية المختلفة، النمط البولندي وراثة الابن الأكبر ظهر وبقوة في الأجزاء الوسطى من البلاد [25][26] وكذلك في ليتل بولندا [27][28] ولكن في المناطق الطرفية سادت أشكال الأسرة المختلفة، في مناطق غرب بولندا وهي سيليسيا الغربية بروسيا وبركة الكبرى لم تسد بينهم وراثة الابن الأكبر حتى تحريرهم من العبودية بين 1808و1823 .[29] سابقا ultimogeniture سادت بينهم بسبب إرادة أصحابها [30]
- في الأراضي المنخفضة لاوس الميراث كان غالبا ثنائي أو أمومي ولكن في مرتفعات لاوس كان أبوي والابن الأكبر هو الوريث الرئيسي ويتلقى أخوته حصة ضئيلة فقط [31][32][33]
- في ميانمار قبل الإستعمار بآذار أو بورما هؤلاء الذين يقطنون وادي ايراوادي كانت تقاليد وأعراف الميراث فيها بشكل عام أبوي البكورة حيث كان هناك موقف خاص للإبن الأكبر يسمى ب ortha حيث كان يتلقى في كثير من الأحيان أكبر حصة من الممتلكات.[34][35] أما في كاشين الذين يقطنون المناطق الشمالية من البلاد والتي تشتهر بمجال الأنثروبولوجيا الاجتماعية كان النظام معقد ولكن بنفس الوقت منظم فإذا اتبع بدقة سيؤدي في ultimogeniture إلى نظام أبوي في وراثة الأرض ونظام أبوي البكورة في وراثة الممتلكات المنقولة.[36]
- فرنسا ماقبل الثورة كانت مثال ممتاز حيث أن ثقافة العادات في الميراث كانت متنوعه جدا مع أن نظام أبوي البكورة ساد في أوساط النبلاء كما هو الحال في معظم البلدان الأوروبية الأخرى. وفيما يتعلق بالعرف العامي كان هناك نمطين بشكل عام: النصف الجنوبي من البلاد سمح بحرية الوصية، نظام الأسر الجذعية وأبوي البكورة وضع من القرن 16 فصاعدا [37] أما النصف الشمالي تم إصلاح عمليات الإرث قانونا حيث برز نظام الأسر (النووي ) والمساواة في الميراث نسبيا [38] وقد كان في هذين النمطين اختلاف عالي والمؤرخين وعلماء الاجتماع غالبا ما اختلفوا حول التفاصيل من أشكال الأسر المختلفة، إذا ركزنا في جبال البرانس على سبيل المثال في أجزائه الغربية ساد نظام البكورة بغض النظر عن الجنس وذلك في إقليم الباسك الفرنسي أما في Bearn ساد نظام وراثة الابن الأكبر.[39][40] في وسط جبال البرانس ساد نظام البكورة بغض النظر عن الجنس وفي Lavedan وباريج بينما في Luchonnais في باروني وبيجور كان نظام الذكورة البكور هو السائد.[41][42][43] في Audy سادت وراثة الابن الابن الأكبر [44] وفي غيرها من المناطق الفرنسية الجنوبية ( دفين [45] ميدي [46][47][48] لانفدوك [49][50][50][51][52] آكيتن [53] سافوي [54] وبروفانس [55] ولقد كان هناك نمطا أكثر تجانسا من وراثة الابن الأكبر في غرب كانتال حيث كان يفضل الابنة في الإرث [56] في بعض المناطق غالبا في ليموزين و اوفيرني العائلات المشتركة تعايشت (كشكل من أشكال الأقلية ) مع العائلات النووية وطبقت وراثة الابن الأكبر.[57][58] في المناطق الساحلية (ولكن ليس في المناطق الجبلية ) ،ومناطق في بروفانس أيضا الملكية فيها كانت تورث لجميع الأبناء والعائلات المشتركة والنووية المتعددة. في بريتاني (منطقة في شمال غرب البلاد) كان الاختلاف في عادات الميراث بين الفلاحين مرتفع أيضا:الأسر الجذعية كانت تورث الابن الأكبر وقد سادت في ليون [59] وفاينيتس الداخلية.[60] بينما في Cornouaille لم تنتشر فيها عادات وتقاليد واحدة للميراث على الرغم من أن الأسر الجذعية سادت فيها.[61] في بقية دول المنطقة سادت الأسر النووية، ولكن بشكل عام لم تتحقق المساواة في الميراث وكثيرا ماكان يفضل الابن الأكبر ولكن في بعض المناطق (Tregor ومناطق أخرى ) كانوا يفضلون الابن الأصغر، الأسر النووية كانت مع وراثة الابن الأكبر كما هو الحال في انكلترة ومحافظات مجاورة (لوار ونورماندي ) [62] مما يشير إلى الأصل التاريخي المشترك لهذا النموذج من الأسر (النورمان وسلالة الأنجيفي التي حكمت إنكلترة خلال فترة طويلة وكانت أصولهم في هذا الجزء من فرنسا). وقد كان هناك اختلاف كبير وتباين في بواتو، شارانت حيث أن جميع أنواع الأسر (الجذعية والنووية والمشتركة) كانت موجودة فيها. في بقية مناطق الشمال عدا مناطق قليلة والتي ساد فيها الميراث impartible(الألزاس، [63] منطقة ريمس،[64] بيكاردي،[65] نورد،[66] بيري، بوربونيس ومحيط فردان) كانت تهيمن عليها الأسر النووية وكان هناك مساواة في الميراث بشكل نسبي.
- في فيتنام السائد فيها وراثة الابن الأكبر منذ عهد سلالة Le نتيجة لإضفاء الطابع الصيني Confucianization ولكن في بعض المناطق مثل Ultimogeniture كان هناك عادات أخرى للميراث موجودة فيها.[67][68]
- في النرويج سادت وراثة الابن الأكبر بشكل تقليدي [69][70][71][72] منذ عهد الفايكنغ [73][74] (وهذه النظرية أقرها المؤرخ النرويج Andreson Holmmsen من بين أمور أخرى) ولكن في الجزء الشمالي من البلاد (تورمي و فينمارك ) حيث لاب Lapp(وتسمى أيضا سامي) سادت وراثة الابن الأكبر بين الأسر النرويجية بينما سادت الذكورة Ultimogeniture بين العائلات في سامي.[75]
- في نيجيريا تم إجراء مسح واسع عبر 18 ولاية متنوعه أجراها مشروع حقوق المرأة في منظمة الحريات المدنية بين 1995_1997 هذا المسح كشف أن 37% من الشعب يمارس نظام البكورة أبوي (الميراث من قبل الابن الأكبر ) في حين أن 51% من الشعب يقوم بتقسيم الميراث بين جميع الأولاد. الذكورة البكورة (أبوي البكورة ) سادت تاريخيا في بعض الشعوب مثل Libibio وايد وأوبيني [76] و Isoko أو Mumuy بينما في مناطق أخرى مثل الفولاني وتسمى فولبي أو اليوروبا تاريخيا تقسم الملكية بين كل الأبناء أو الأطفال.
- عادات الميراث يمكن أن تختلف اختلافا كبيرا حسب الطبقة الاجتماعية، في المرحلة ماقبل الثورة الصناعية في إنكلترة تميز النبلاء وطبقة النبلاء بالالتزام الصارم بنظام وراثة الابن الأكبر وكذلك بين الفلاحين ولكن مع ذلك لم يكن هناك نمط سائد للميراث بشكل واضح، [77] في ويلز يجادل البعض أنه من أوائل القرن 16 ساد بين الملاك الصرف وطبقة النبلاء نظام وراثة الابن الأكبر والذين كانوا يشكلون معظم السكان، في المناطق المرتفعه في ويلز ساد نظام الأسر الجذعية، [78][79][80][81] بينما الذكورة Ultimogeniture هي التي سادت بين الملتزمين والذين كانوا يشكلون أغلبية السكان، في المناطق المنخفضة أنغليسز ساد بشكل مطلق نظام الأسر النووية [82] في كورنوال: الحيازات والمقتنيات الحرة والغير حرة conventionary تنحدر إلى الابن الأكبر، لذلك كانت وراثة الابن الأكبر هي الممارسة الأكثر شيوعا بين كل من الأرستقراطيين والفلاحين ولكن عدد قليل جدا من حيازات الفقراء يسمى (ناتيفي دي stipite ) تنحدر إلى الابن الأصغر (ultimogeniture الذكور).[83][84] في ألمانيا: وراثة الابن الأكبر عموما هي القاعدة في الإرث وقد استلزم ذلك وقف أملاك وأحتكار عقارات الأسرة. في حين أنه ultimogeniture الذكورة هي القاعدة في الإرث في عقارات الفلاحين.[85] لكن حتى عادات الإرث الإرستقراطية لم تكن موحدة في جميع أنحاء العالم، على الرغم من أن الشعوب الأسترونيزية على سبيل المثال (الملايو وميرينا الإرستقراطية ) يمارسون وراثة الابن الأكبر بينما كانت ultimogeniture الذكورة هي العائدة السائدة خلال النبلاء في Bugi و Makassares .[86]
- وتتغير عادات الميراث بشكل كبير على مر الزمان، على سبيل المثال بين الفلاحين البوهيمي سادت ultimogeniture الذكور خلال القرن 18 ولكن خلال القرن كانت وراثة الابن الأكبر هي السائدة [87] واختيار الابن كوريث وحيد لم تصبح سائدة بين الفلاحين في هذه المنطقة حتى القرن 18.[88]
- قد يختلف العلماء في كثير من الأحيان حول أنماط الميراث التقليدية، في إيرلندة على سبيل المثال يجادل البعض بأن الوريث يمكن أن يكون أي ابن كما هو الحال في الدراسة الشهيرة من مقاطعة كلير الذي قام به Arensberg و كيمبل (1940) [89] حيث يجادلون بأن انتخاب الوريث لم يكن عشوائيا وأن الابن البكر كان الوريث في معظم الحالات،[90][91] واعتمدوا في وجهة نظرهم المتوسطة بحجة أن البكورة كانت هي العادة المهيمنة لكن لم تكن قوية بشكل صارم، [92][93][94] على الرغم من أن لا الجنسين ولا ترتيب الولادة كانت العوامل الحاسمة في انتخابات الإرث في الباسك الإسبانية، في بعض المناطق وراثة الابن الأكبر هي العادة السائدة.[95][96]
- في بلجيكا : كان الميراث بين الفلاحين أبوي، البنات لا ترث إلا في حالة وجود أبناء ومع ذلك بعض المناطق قامت بتوريث كل الأبناء بينما في مناطق أخرى (إمارة ليبيج، دوقية ليمبورغ،مقاطعة وون ) سادت وراثة الابن الأكبر وفي حالات أخرى (برابانت، fauquemont) الذكور ultimogeniture كانت هي السائدة. سادت الذكورة أيضا في لوكسمبورغ وقسم نورد (فرنسا) .وكانت عاداتultimogeniture والبكورة شائعة في هولندا، ونظام سكسونية الأسر الجذعية واحد heirship reuailed بين الفلاحين في المناطق الداخلية. وقد أظهرت المسوحات الرسمية أن الوريث يمكن أن يكون إما الابن الأكبر أو الطفل من الزواج الماضي غالبامايكون الأصغر،[97][98] الفلاحين في المناطق الساحلية كانوا على النقيض من ذلك، عموما لايوجد نمط ثابت للميراث،[99][100] الطبقة الراقية في هولندا كانت تتبع نظام البكورة أبوي.[101]
- في البرتغال: تمارس النخبة الاجتماعية (الطبقة الراقية) وراثة الابن الأكبر [102][103] في حين يقسم الفلاحين أراضيهم بين جميع أطفالهم إلا في الجزء الشمالي الغربي من البلاد حيث سادت وراثة الابن الأكبر فيما بينهم.[104]

## بعض نظم الإرث التاريخية موصوفة بالتفصيل
تاريخيا يأتي بالقمة وراثة الابن الأكبر حيث انتشرت وبقوة بين الطبقات العليا في جميع أنحاء العالم وكانت تخضع لبعض النظريات التطورية مثل تلك التي وضعها Betzig (1993)  و Bergstrom (1994).
أبوي البكورة بشكل عام كان أكثر شيوعا بين ملاك الأراضي الأثرياء كما هو الحال في أوروبا قبل الثورة الصناعية حيث سادت بين الأرستقراطيين ولكن لم يكن ذلك على نطاق واسع بين الفلاحين، ومع ذلك كان هناك مجتمعات تستخدم نظام أبوي البكورة بين الفلاحين ولكن تم تجاهلها من قبل الأرستقراطيين والحكام كما في المكسيك قبل الإستعمار على سبيل المثال، مما أثار استغراب المؤرخين الإسبانية المخروطية  حيث كان مفهوم العشيرة التي أنشأها كيرشوف لوصف إيلو ayllu ، الشكل الأساسي للتنظيم الاجتماعي في مجتمع الأنكا في مرحلة ماقبل الإستعمار، حيث أدرك أن جميع الوثائق الإسبانية تتحدث عن نظام يصنف سلالة النسب،seniormost patriline قدمت الرئيس القائد وتدهورت مرتبة بقية الناس مع تناقص الأقدمية في الميلاد و patriline (انظر أيضا وصف إيزابيل يايا من الانكا ايلو في عملها 《وجهان من تاريخ الانكا: ثنائية في روايات وعلم الكونيات من كوزكو القديمة》. ولقد دعي هذا النظام ب عشيرة المخروطية وذلك بسبب تشابهه مع الشكل الهندسي ولقد عمل كيرتشوف على مجتمع الأنكا جاهدا ومع ذلك لا يزال مهمل نسبيا  وتم وصف calpulli إزتيك بالعشيرة المخروطية أيضا، ساد النظام نفسه بين العديد من القبائل الأمازونية  مثل تلك التي وصفها Hecken berger  وقد كان أول وصف لنظام قبائل الأراضي المنخفضة في أمريكا الوسطى والجنوبية وفقا لكاليرفو أوبيرغ،  ومع عشيرة المخروطية كان مفهوم الأنثروبولوجية التي تم انشاؤها خلال 1950 وذلك لوصف هذه الأنظمة فيما قبل كولومبس في التنظيم الاجتماعي في أميركا وأول وصف لهذا النظام كان توصيف Fustel de coulanges في بدائية Roman gens في 1864.
في اليابان خلال عهد توكوغا وا 61% تقريبا من الحالات كانت ممتلكات الأسرة خلفا للإبن الأكبر في حين أن 4% من الحالات كانت للإبن الصغير و3% كان ابن العم الخليفة في الورث و15%للإبن بالتبني (بمافي ذلك الأبناء في القانون)و16% كانت الوراثة لأشخاص آخرين.
آكد أكيرا هايامن أن وراثة الابن الأكبر لم يكن متبع بشكل دائم في اليابان في عهد توكوغاوا ولكن حتى في دراسته في قرية Nishijo كان الابن الأكبر يرث في ثلثي الحالات ،هيسافي أتانابي كتب في «Hayakusho No Chikra(قوة الفلاحين)»: إن الميزة الأخيرة في عهد توكوغاوا اليابان هي فكرة الأسرة الدائمة《 iye》التي دعمت أيضا وبقوة الأسر بسندات الأراضي، في عهد توكوغاوا كانت ممتلكات الأسرة بين الفلاحين ليست في حوزة رئيس الأسرة الفردية ولكن بحوزة رئيس الأسرة الدائم لذلك وعلى الرغم من أن رب الأسرة لديه السيادة على عائلته إلا أنه لا يستطيع تقسيم، بيع أو التفريط بعقارات الأسرة بإرادته وقد كان يعتقد أن رب الأسرة هو المسؤول عن وراثة عقارات الأسرة من أسلافه ونقلها لذريته دون أي تغيير.